# Manoir d'Arville
Le manoir d'Arville ou manoir d'Arreville est une demeure, de la fin du XVIe siècle, remaniée au XVIIIe siècle, construite à l'emplacement d'un ancien manoir, qui se dresse sur le territoire de la commune française de Sainte-Geneviève, dans le département de la Manche, en région Normandie. L'édifice est partiellement inscrit au titre des monuments historiques.

## Localisation
Le manoir d'Arville, est situé à 1,2 kilomètre au nord-est de l'église de Sainte-Geneviève, dans le département français de la Manche.

## Historique
Dès le XVe siècle, la terre d'Arreville fut fieffée à la famille de Hennot. En 1530, Nicolas de Hennot en hérite de son père. Devenu maître des eaux et forêts au bailliage de Cotentin, il épouse, la fille du corsaire de Réville François Le Clerc, Catherine Le Clerc et eurent pour fille unique Madeleine de Hennot qui épousa Jean III de Ravalet, seigneur de Tourlaville. Leur fils cadet, Julien de Ravalet, qui prit alors le titre de « sieur d'Arreville », sera condamné et décapité à paris avec sa sœur Marguerite en 1603 pour inceste.
Dans la seconde moitié du XVIIe siècle on trouve un Nicolas de Hennot, sieur d'Arville et de la Berquerie, officier de la reine, qui a épousé une certaine Marie du Saussey, fille de René du Saussey et de Françoise Poërier de Portbail.

## Description
On peut voir à Arville deux périodes de construction distinctes, l'une de la fin du XVIe siècle et qui concerne un pavillon étroit, et l'autre sur la droite, un bâtiment du XVIIIe siècle plus évolué formant angle droit avec le précédent.
C'est la tour-pavillon, sous un toit de forte pente, de style Renaissance, du XVIe siècle, qui en est la partie la plus ancienne. On notera, à sa base, un montoir analogue à celui des Tourelles à Gatteville, permettant de monter à cheval plus facilement. La tour est percée de deux larges fenêtres superposées et d'un petit oculus à côté de la plus basse. Sur sa gauche, lorsqu'on lui fait face de l'intérieur de la cour, on trouve un bâtiment d'un étage sans grand caractère.
Le logis principal est du XVIIIe siècle. Il est percé de deux registres de grandes fenêtres du XVIIIe à petits carreaux. Côté jardin, sur l'extérieur, la façade avec son fenestrage régulier, plus caractéristique est comme au château de Graintéville à Clitourps sans aucun décrochement.
La ferme déploie une grande longueur de bâtiments et on y retrouve quelques éléments de la fin du XVIe, dont le double porche. En face du logis du XVIIIe siècle, dans la cour, on trouve des communs avec une charretterie à piliers carrés comportant cinq arches en plein cintre dont l'arche centrale est plus haute et plus large que les quatre autres, qui est plus récente. Un pressoir à longue étreinte demeure encore monté dans les bâtiments agricoles.

## Protection
La tour d'angle à l'extrémité de l'aile est du manoir ainsi que les façades et les toitures du bâtiment du XVIIIe siècle sont inscrits au titre des monuments historiques par arrêté du 18 décembre 1981.